# 14513 Alicelindner
14513 Alicelindner è un asteroide della fascia principale. Scoperto nel 1996, presenta un'orbita caratterizzata da un semiasse maggiore pari a 2,6539937 UA e da un'eccentricità di 0,0602153, inclinata di 4,38238° rispetto all'eclittica.